# The Project Hate MCMXCIX
The Project Hate MCMXCIX — шведская Industrial death metal-группа. Сформирована в 1998 и является одной из немногих death metal-групп одновременно с мужским гроулом и чистым женским вокалом.

## История
The Project Hate MCMXCIX сформировано в 1998 старыми друзьями Лордом Филипсоном (ранее участвовал в «Leukemia», «House of Usher», «Lame») и Йоргеном Сандстрёмом (ранее «Entombed» и «Grave», сейчас принимает активное участие в «Vicious Art» и «Krux»). Они записали три сингла под продюсированием известного Дана Сванё и бэк-вокалом Ларса Петрова. Демо отправили в 4 лейбла и в 1999 они начали выступать под немецким лейблом Massacre Records.
В 1998 группа начинает работу над ранее задуманным Филипсоном проектом Deadmarch: Initiation of Blasphemy, но этот альбом увидел свет лишь недавно — под руководством Дана Сванё был выпущен 30 ноября 2009 под Vic Records, с новой обложкой и буклетом. Ранее (2005) записи из этого альбома были доступны на сайте группы.
В конце 1999 группа записала свой дебютный альбом Cybersonic Superchrist, который был выпущен уже в 2000. Во время записи к группе присоединяется вокалистка Миа Стахль. Несмотря на большие ожидания, альбом не получил коммерческого успеха и широкого распространения.
В следующем году группа записывает свой второй альбом When We Are Done, Your Flesh Will Be Ours. Выпущен в 2001, но, как и первый альбом, его было сложно приобрести.
В 2002 присоединился сессионный гитарист Питер Фид, который позже стал полноценным членом The Project Hate MCMXCIX. Также из группы выгнали Миа Стахль, на её место пришла Джонна Энкель. В следующем году был расторгнут договор с Massacre Records и подписан с Threeman Recordings. Записали live-альбом в Хельсинки, Финляндия, названный Killing Hellsinki, который вышел в свет в апреле 2003. Немного позже группа возвращается к Soundlab Studios и Mieszko Talarczyk для записи Hate, Dominate, Congregate, Eliminate.
В начале 2005 группа приступает к записи своего четвёртого студийного альбома Armageddon March Eternal — Symphonies of Slit Wrists, при поддержке Дана Сванё. Из Evergrey к группе присоединяется басист Михаель Хоканссон. Armageddon March Eternal вышел под Threeman Recordings в октябре 2005.
В 2006 группа покидает свой третий лейбл и чуть позже присоединяется к StormVox. Для записи нового альбома приглашается барабанщик Даниэль Моиланен, — первый живой барабанщик в группе, раньше обходились исключительно электроникой. Пятый студийный альбом In Hora Mortis Nostræ выпущен в сентябре 2007. Распространение началось в конце 2007, альбом стал известным настолько, насколько это было возможно.
В июле 2009 группа выпустила свой шестой студийный альбом The Lustrate Process под Vic Records.
2010 принёс изменения состава — Джо Энкель перестала удовлетворять команду своими вокальными данными, её заменила Руби Рок из португальской группы Witchbreed. После долгого сотрудничества басист Михаель Хоканссон также покидает группу. Его место занимает Лорд Филипсон. Барабанщика Томаса Охльссона заменил Тобиас Густафсон из Vomitory и Torture Division.

## Состав

### Текущий состав
- Йорген Сандстрём (Jörgen Sandström) — вокал
- Эллинор Асп (Ellinor Asp) — вокал
- Лорд К. Филипсон (Lord K. Philipson) — гитара, бас-гитара, клавишные, программирование
- Дирк Верборен (Dirk Verbeuren) — ударные

### Бывшие участники
- Андерс Бертилссон — гитара
- Миа Стохль — вокал
- Питер Фрид — гитара
- Даниэль «Mojjo» Моиланен — ударные, перкуссия
- Джо Энкель — вокал
- Руби Рок (Ruby Roque) — вокал
- Михаель Хоканссон — бас-гитара
- Томас Охльссон — ударные, перкуссия
- Тоббен Густафссон (Tobben Gustafsson) — ударные

## Дискография

### Студийные альбомы
- Deadmarch: Initiation of Blasphemy (записан в 1999, вышел в 2009 под Vic Records, при поддержке Дана Сванё)
- Cybersonic Superchrist (2000)
- When We Are Done, Your Flesh Will Be Ours (2001)
- Hate, Dominate, Congregate, Eliminate (2003)
- Armageddon March Eternal (Symphonies of Slit Wrists) (2005)
- In Hora Mortis Nostræ (2007)
- The Lustrate Process (2009)
- Bleeding The New Apocalypse (Cum Victriciis In Manibus Armis) (2011)
- The Cadaverous Retaliation Agenda (2012)
- There Is No Earth I Will Leave Unscorched (2014)
- Of Chaos and Carnal Pleasures (2017)
- Death Ritual Covenant (2018)
- Purgatory (2020)
- Abominations Of The Ageless (2023)

### Live
- Killing Hellsinki (Live Album, 2003)

### Веб-синглы
- The Innocence of the Three-Faced Saviour (2007)